# 神奈川県道511号太井上依知線
神奈川県道511号太井上依知線（かながわけんどう511ごう おおいかみえちせん）は、神奈川県相模原市緑区から厚木市に至る一般県道である。相模川右岸に沿って南下するルート。設定されている起点は城山ダム付近であるがこの周辺の区間は未開通である。

## 概要
- 陸上距離：12.7km

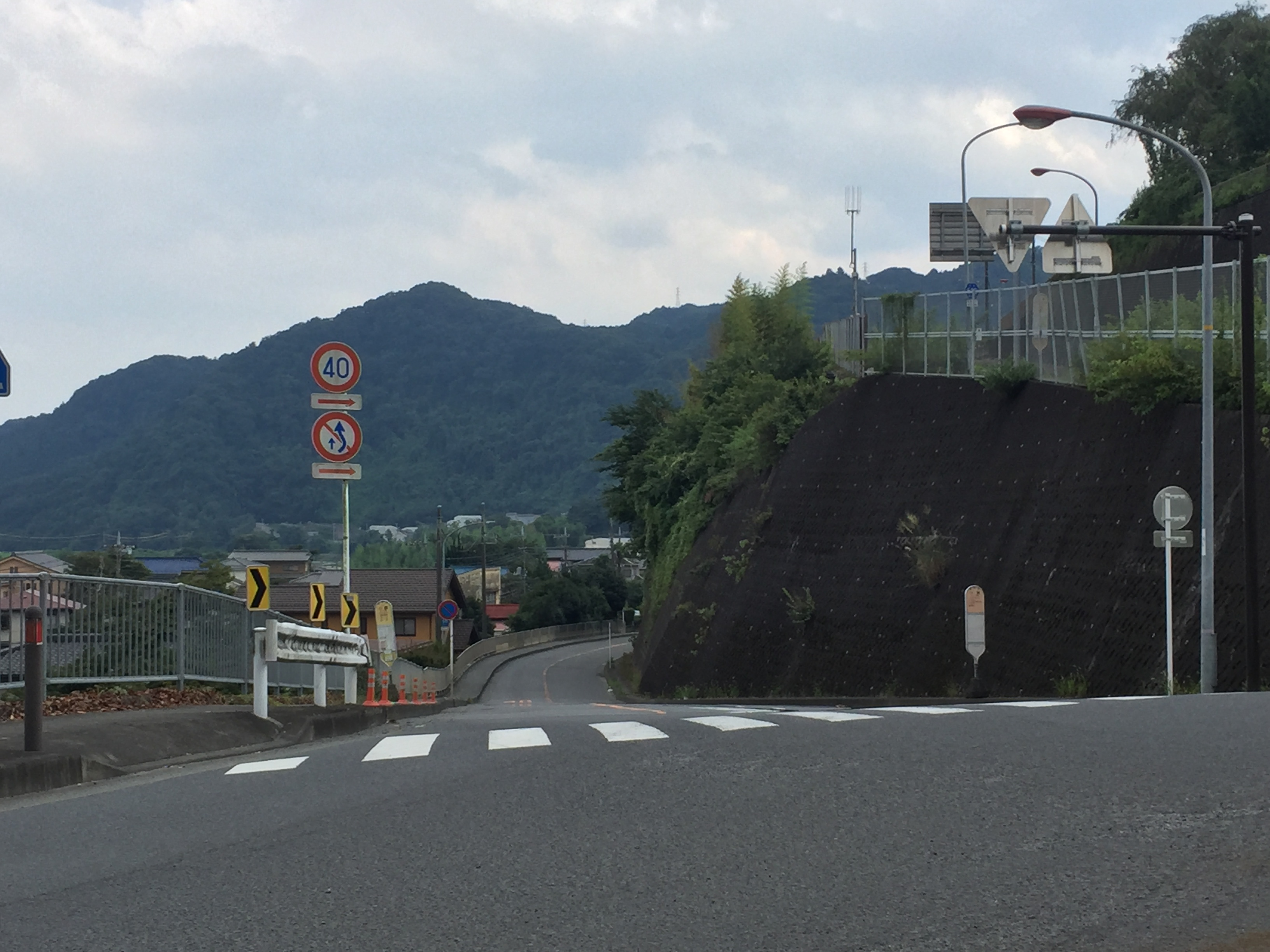
実質的な起点となる小倉橋脇の交差点（相模原市緑区小倉）

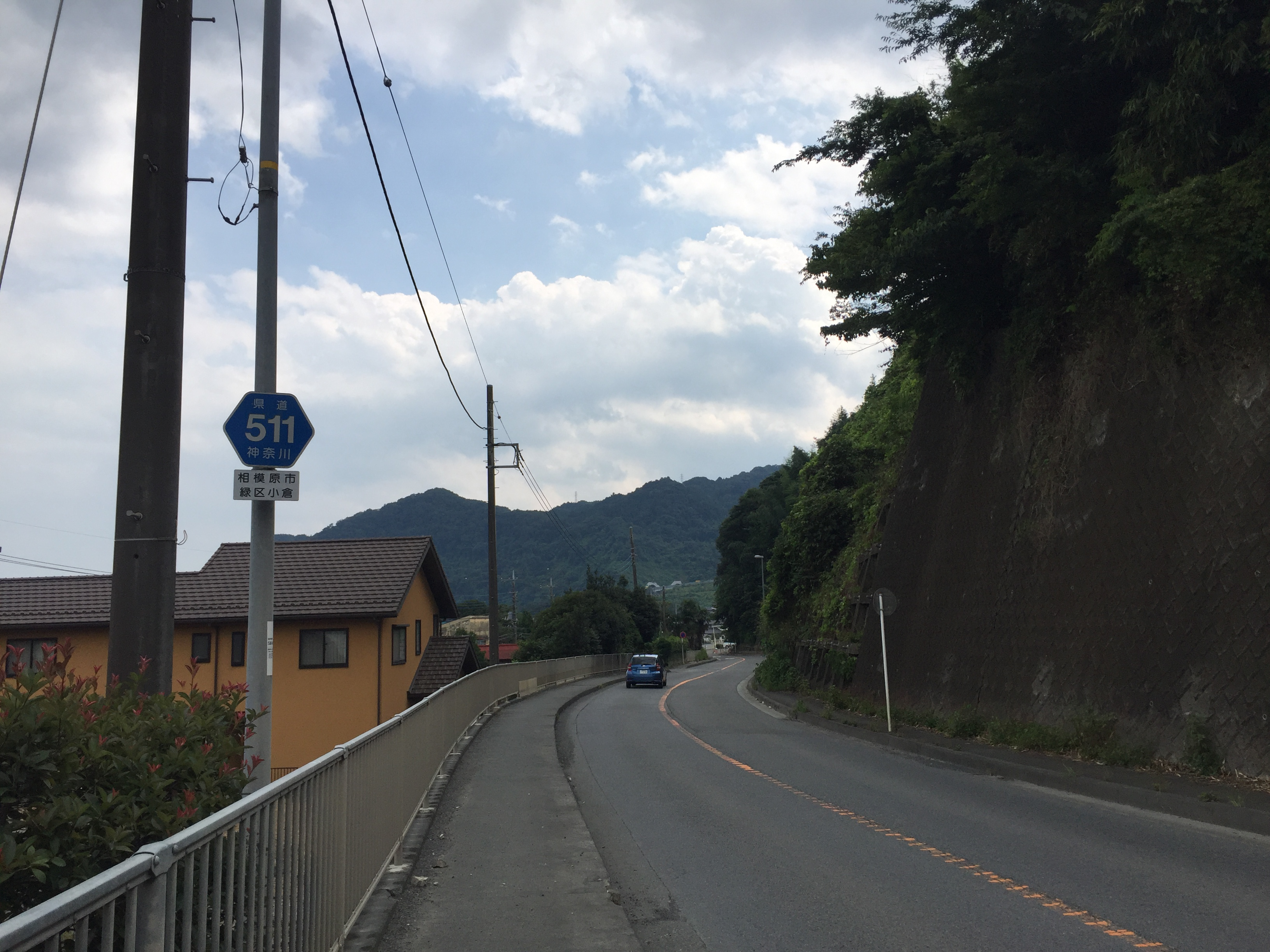
県道番号標示（相模原市緑区小倉）

- 起点：相模原市緑区太井（国道413号接続予定）※未開通のため正確な位置は不明
  - 実質的起点：相模原市緑区小倉 信号無交差点（神奈川県道510号長竹川尻線接続）
- 終点：厚木市上依知 依知神社前交差点（神奈川県道508号厚木城山線接続）
- Google マップ

## 通過する自治体
- 神奈川県
  - 相模原市（緑区） - 愛甲郡愛川町 - 厚木市

## 経路および接続・交差する道路・河川
- 神奈川県相模原市
  - 太井（正確な位置不明）（国道413号）

この間未開通

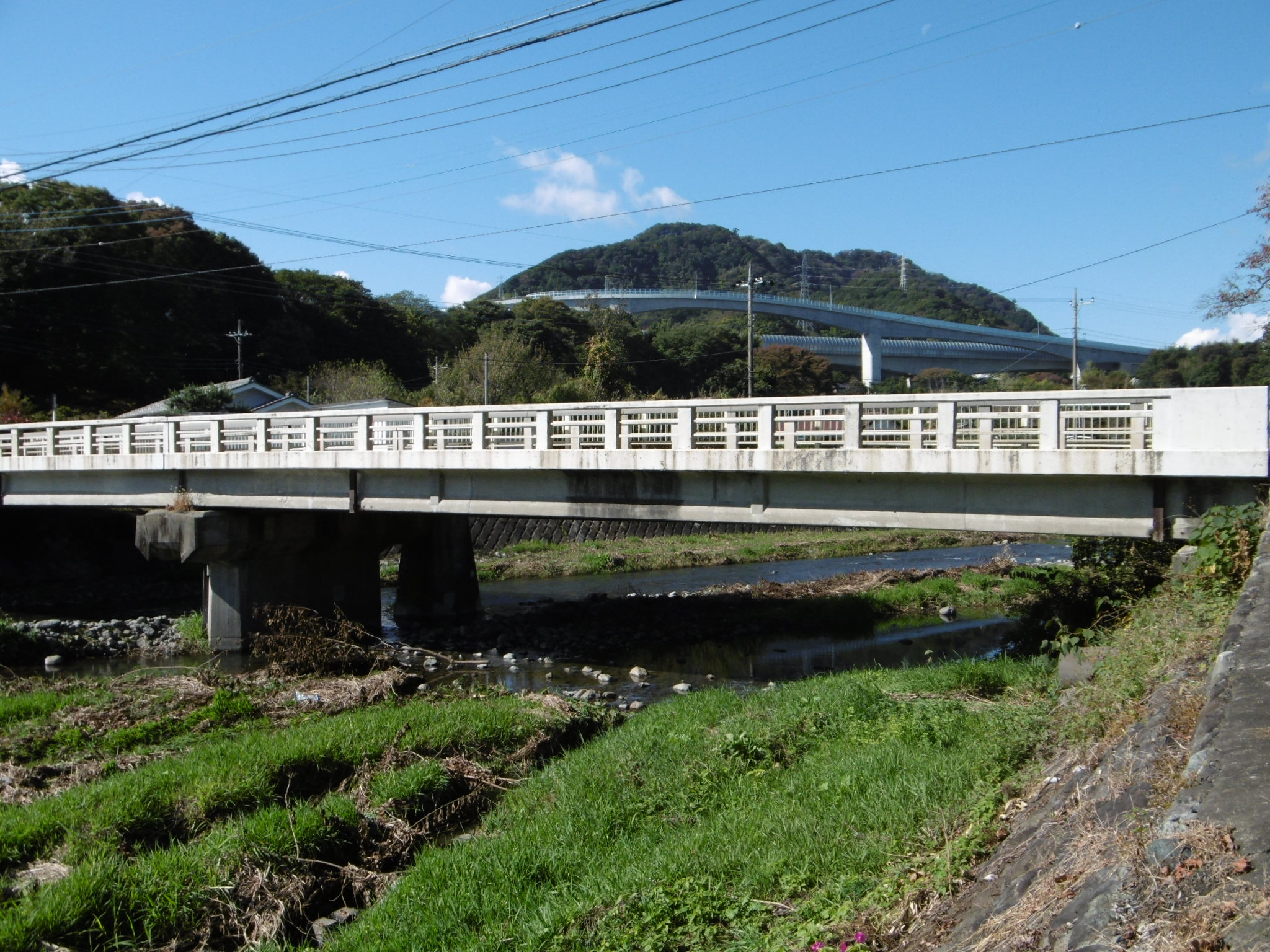
串川の上の河原橋を渡る太井上依知線。この山奥に通るのは首都圏中央連絡自動車道

  - 信号無交差点（小倉）（神奈川県道510号長竹川尻線）
  - 河原橋（串川）
  - 下倉橋（下倉沢）
  - しみずばし（藤木沢）
  - 下河原橋（河川名称不明）
  - 大沢橋（大沢川）
- 神奈川県愛甲郡愛川町
  - 高田橋際交差点（神奈川県道54号相模原愛川線・神奈川県道63号相模原大磯線）
  - 小沢橋（小沢川）
  - 信号無交差点（角田）（神奈川県道63号相模原大磯線）
  - 六ツ倉橋（河川名称不明）
- 神奈川県厚木市
  - 立体交差（国道129号）
  - 依知神社前交差点（神奈川県道508号厚木城山線）

## 重複区間
- 高田橋際交差点 - 信号無交差点（角田）（神奈川県道63号相模原大磯線）

## 周辺の地理・施設
- 津久井湖
- 城山ダム
- 城山
- 小倉スポーツ広場
- 相模川
- 小倉橋
- 相模原市立湘南小学校
- 葉山島ゴルフクラブ
- 小沢青少年広場
- 相模川緑地公園
- 依知神社